# Browar Gościszewo
Browar Gościszewo – mały browar regionalny w miejscowości Gościszewo pod Malborkiem. Zakład jest członkiem Stowarzyszenia Regionalnych Browarów Polskich oraz stowarzyszenia Żywność z Pomorza.

## Historia
Browar w Gościszewie jest małym przedsiębiorstwem rodzinnym. Został założony przez braci Czarneckich w 1991 roku. Początkowo produkował tylko jedną markę piwa typu pilzneńskiego o nazwie Rycerz.
Po kilkunastu latach działalności od 2007 roku zakład rozpoczął wytwarzanie piw niepasteryzowanych marki Naturalne.
Od 2009 roku Browar Gościszewo rozpoczął produkcję piwa pszenicznego.

## Produkty
| Marka                     | Gatunek         | Parametry                        |
| Rycerz                    | lager           | alkohol 6,2% obj. ekstrakt 12,5% |
| Naturalne                 | lager           | alkohol 6,2% obj. ekstrakt 12,5% |
| Surfer                    | piwo pszeniczne | alkohol 5,5% obj. ekstrakt 12%   |
| Komtur                    | dark lager      | alkohol 6,5% obj. ekstrakt 16%   |
| Pils                      | lager           | alkohol 4,5% obj. ekstrakt 11%   |
| Darz Bór                  | piwo wędzone    | alkohol 6,0% obj. ekstrakt 14%   |
| AleBrowar - Lady Blanche  | witbier         | alkohol 4,7% obj. ekstrakt 12%   |
| AleBrowar - Rowing Jack   | ale             | alkohol 6,2% obj. ekstrakt 16%   |
| AleBrowar - Black Hope    | ale             | alkohol 6,2% obj. ekstrakt 16%   |
| AleBrowar - Sweet Cow     | stout           | alkohol 5,0% obj. ekstrakt 12%   |
| AleBrowar - Amber Boy     | ale             | alkohol 5,0% obj. ekstrakt 12%   |
| AleBrowar - Naked Mummy   | pumpkin ale     | alkohol 6,2% obj. ekstrakt 16%   |
| AleBrowar - Saint No More | christmas ale   | alkohol 6,2% obj. ekstrakt 16%   |

## Literatura
- Aleksander Strojny: Browary w Polsce. Warszawa: Hachette Polska, 2009. ISBN 978-83-7575-674-6. Brak numerów stron w książce